# Kupjak
Kupjak falu Horvátországban, a Tengermellék-Hegyvidék megyében. Közigazgatásilag Ravna Gorához tartozik.

## Fekvése
Fiumétól 36 km-re keletre, községközpontjától 5 km-re északnyugatra, a horvát Hegyvidék középső részén, a 3-as számú főút és a Zágráb–Fiume-vasútvonal mellett fekszik.

## Története
A település a közeli Kupjački-hegyről kapta a nevét, melynek neve a kupica főnévből származik. Első formájában Kupak, majd Kupiak, végül Kupjak volt a neve. Első lakói a Grbac, Mance, Pleše és Säger – Žagar családok 1806-ban a Lujziana út építésekor települtek ide. A legelső házat Gašpar Žagar építette a mai Szent Vid templommal szemben. A falunak már 1818-ban 138 lakosa volt.
1850-ben már állt első fűrészmalma is a Jasla patakon. 1859-ben Vicko Juretić megnyitotta a falu első vendéglőjét is a Mehanát, mely név a mai napig fennmaradt. Három évvel később a Griča nevű helyen kápolnát építettek, ahol minden év június 15-én Szent Vid ünnepén misét tartottak. 1869-ben a kupjaki alagút építésével elkezdődtek a Károlyváros-Fiume vasútvonal itteni építési munkálatai. Ugyanebben az évben súlyos kolerajárvány pusztított, melynek sok gyermek és fiatal esett áldozatul. 1872-re megépült az 1222,70 méter hosszú alagút, mely a legnagyobb a Károlyváros-Fiume vonalon. 1874 és 1882 között a korábbi fakápolna helyén felépült az új templom. A falu alapiskoláját 1884-ben nyitották meg. A településnek 1857-ben 560, 1910-ben 425 lakosa volt. A falu a trianoni békeszerződésig Modrus-Fiume vármegye Vrbovskoi járásához tartozott. 1903-ban Ivan Bolf és Andre Kajfeš gőzfűrészüzemet épített a település központjában. Ugyanebben az évben téglagyár kezdte meg működését, mely ugyan 1919-ben leégett, de 1960-ban újjáépítették. 1924-ben megalakult a falu tamburazenekara, emellett két énekkar is működött. A II. világháborúban légitámadásban három nő veszítette életét, megsemmisült a Bolf féle fűrészüzem, az iskola és húsz lakóház is. 1949-ben felépült a falu vasútállomása. 1991. december 9-én szerb MIG-21-es gépek két rakétát lőttek a településre, de senki sem sebesült meg. Megkísérelték megsemmisíteni a Kupjački-hegyen álló TV tornyot is, szintén eredmény nélkül.
A település 1994-óta tartozik Ravna Gora községhez, 2011-ben 225 lakosa volt.

## Lakosság
| Lakosság változása | Lakosság változása | Lakosság változása | Lakosság változása | Lakosság változása | Lakosság változása | Lakosság változása | Lakosság változása | Lakosság változása | Lakosság változása | Lakosság változása | Lakosság változása | Lakosság változása | Lakosság változása | Lakosság változása | Lakosság változása | Lakosság változása |
| ------------------ | ------------------ | ------------------ | ------------------ | ------------------ | ------------------ | ------------------ | ------------------ | ------------------ | ------------------ | ------------------ | ------------------ | ------------------ | ------------------ | ------------------ | ------------------ | ------------------ |
| 1857               | 1869               | 1880               | 1890               | 1900               | 1910               | 1921               | 1931               | 1948               | 1953               | 1961               | 1971               | 1981               | 1991               | 2001               | 2011               | 2021               |
| 560                | 506                | 496                | 417                | 400                | 425                | 377                | 412                | 386                | 394                | 358                | 373                | 353                | 312                | 270                | 225                | 176                |

## Nevezetességei
Szent Vid tiszteletére szentelt temploma 1874-ben épült. 1937-ben megújították.